# 1990 VM3
1990 VM3 är en asteroid i huvudbältet, som upptäcktes den 15 november 1990 av den japanske amatörastronomen Atsushi Sugie i Dynic-observatoriet.
Asteroiden har en diameter på ungefär 5 kilometer.